# Kloster San Salvador de Leyre
Das Kloster San Salvador de Leyre war das älteste Kloster in der nordspanischen Region Navarra. Es ist ein bedeutendes romanisches Baudenkmal und wird seit 1954 wieder als Kloster genutzt, durch Benediktiner.

## Geografische Lage

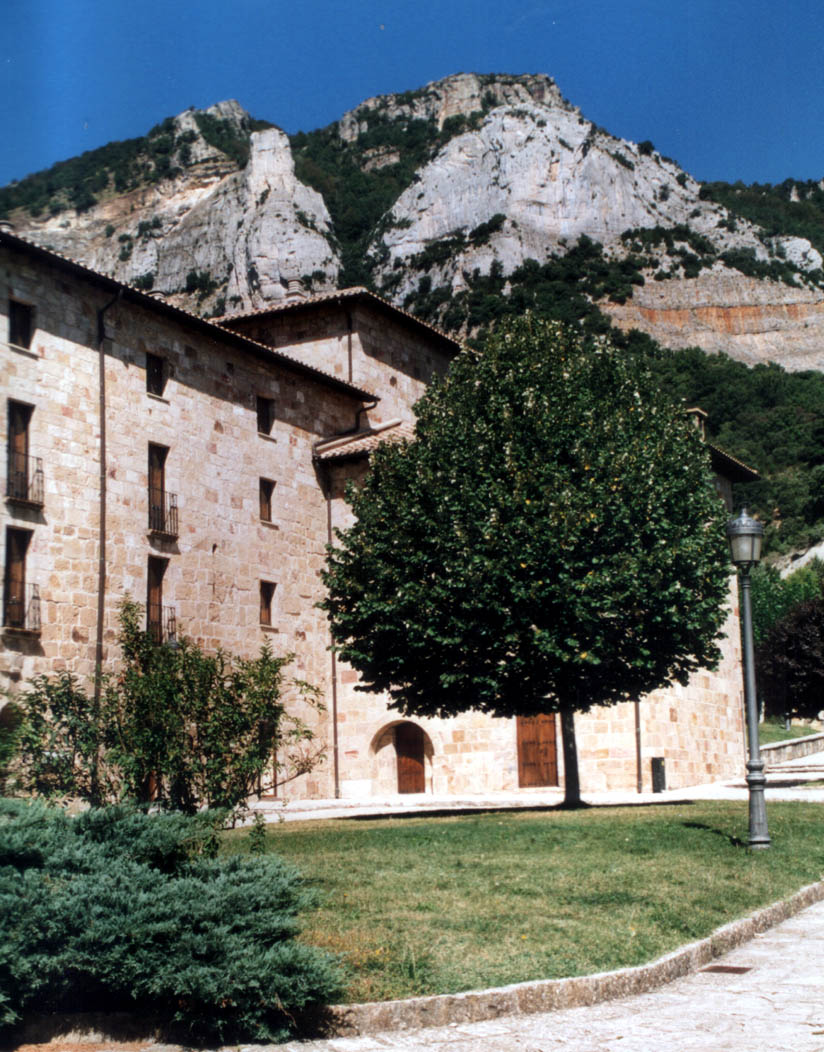
Klostergebäude und Sierra de Leyre

Das Kloster liegt ca. 50 km südöstlich von Pamplona in der Gemeinde Yesa am Fuße der Pyrenäen über dem Tal des Aragón auf einem Felsen am Abhang der Sierra de Leyre.

## Geschichte

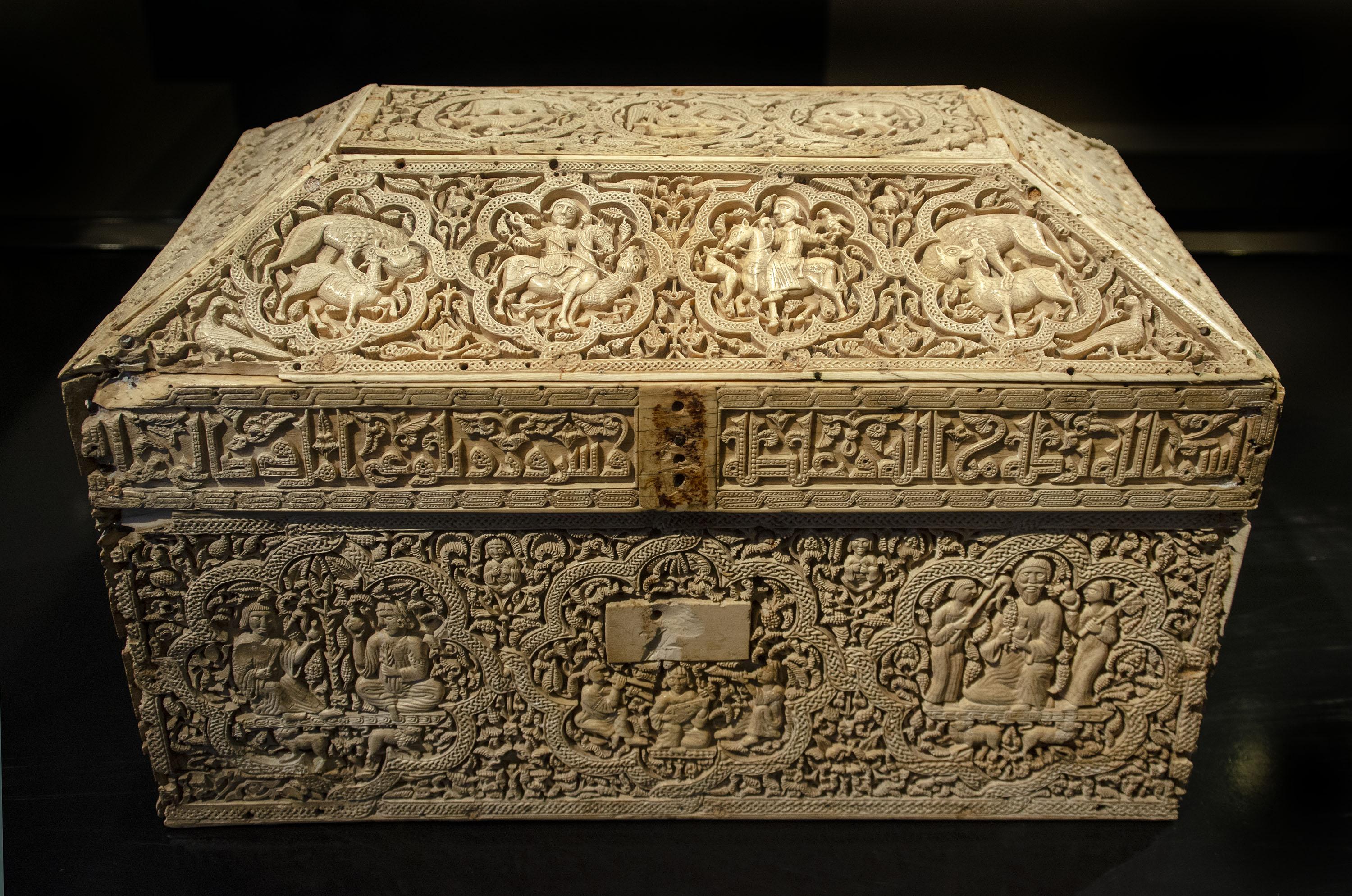
„Kalifen-Schatulle“, heute im Museo de Navarra in Pamplona

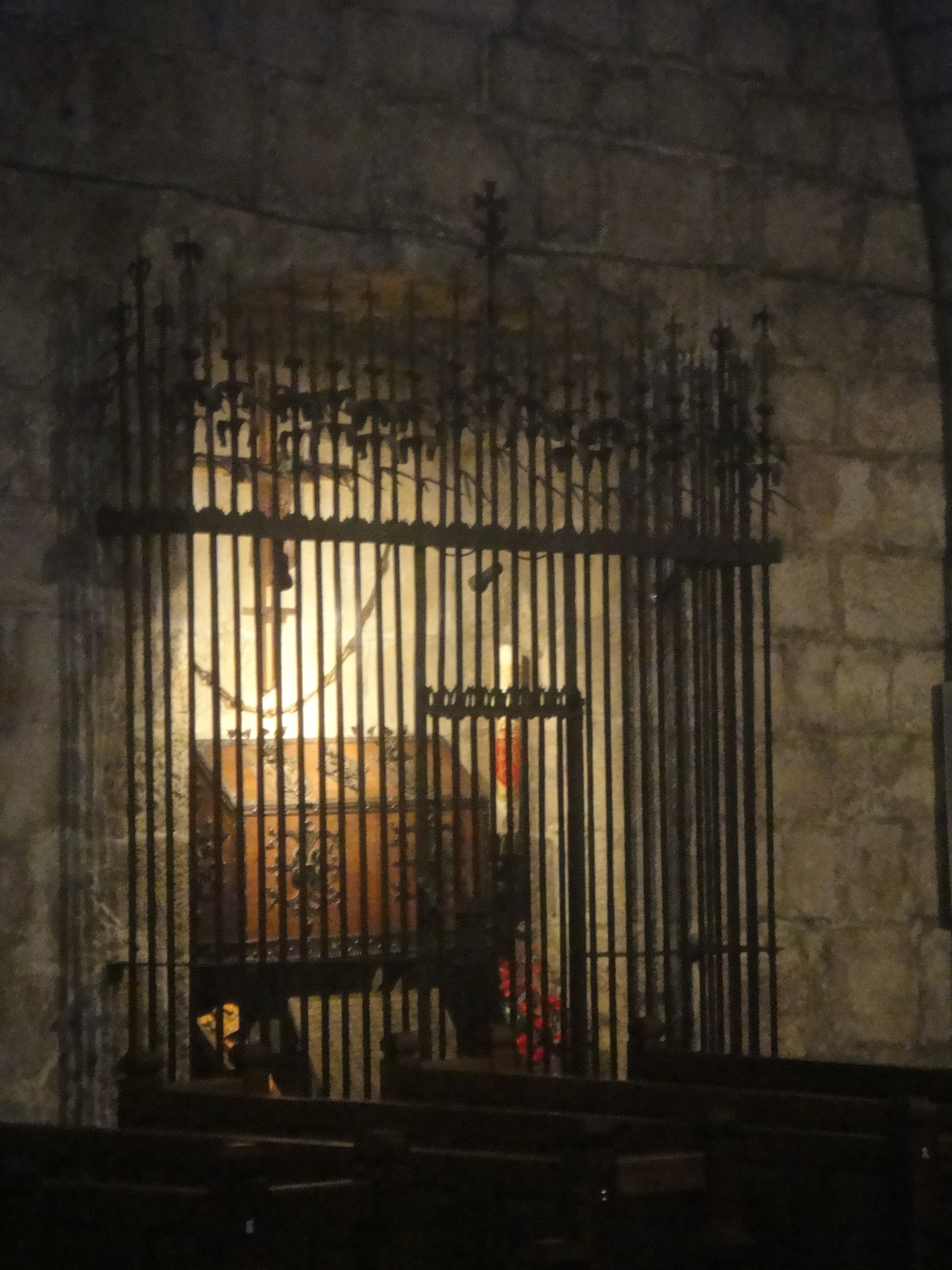
Sarkophag mit den sterblichen Überresten der Könige von Navarra in der Kirche

Das Gründungsjahr des Klosters ist unbekannt. Älteste erhaltene Erwähnung ist ein Brief vom 15. November 851 des Heiligen Eulogius von Córdoba an Wilesindo, Bischof von Pamplona, in dem er sich an einen Besuch dort erinnert. Ältere Spuren sind auch archäologisch nicht nachgewiesen. Um 860 erhielt das Kloster die Reliquien der Heiligen Nunilo und Alodia, die in der „Kalifen-Schatulle“, heute im Museo de Navarra in Pamplona, aufbewahrt wurden.
Die drei ersten Könige von Pamplona, Íñigo Arista († 851/852), García Íñiguez († 882) und Fortún Garcés († nach 905), wurden in San Salvador de Leyre bestattet.
Nach der Verwüstung von Pamplona durch Abd ar-Rahmans III. 924 diente das Kloster bis 1023 als Bischofssitz der Diözese und in der Folge waren die Äbte von Leyre oft in Personalunion auch Bischöfe von Pamplona. Ab etwa 1030 öffnete sich das Kloster der cluniazensischen Reform. Weiter war das Kloster zeitweilig auch Residenz des Königs von Navarra und diente als deren Grablege. Bauliche Zeugnisse dieser Zeit sind nicht erhalten. Eine Nachricht über die Weihe der Kirche – vermutlich des Chors – liegt für das Jahr 1057 vor eine zweite entsprechende Nachricht für den 24. Oktober 1098, nun wohl für den fertig gestellten Westteil. In der Folgezeit kam es vermehrt zu Streit zwischen dem Bischof von Pamplona und dem sehr reichen Kloster. Dem Kloster unterstanden damals 58 Dörfer und 71 Kirchen und Klöster. Der zunehmende Strom der Pilger auf dem Jakobsweg erschloss zusätzliches Einkommen.
Mit dem Übergang an den Zisterzienserorden 1230 unterstellte sich das Kloster 1269 dem Mutterkloster La Oliva aus der Filiation der Primarabtei Morimond. 1270 gewannen die Benediktiner das Kloster zurück, konnten sich aber nur bis 1273 halten, als sie erneut von Zisterziensern abgelöst wurden.
Während der Desamortización wurden die spanischen Klöster aufgelöst und die Zisterzienser 1836 aus Leyre vertrieben. 1863 wurden die sterblichen Überreste der frühen Könige von Navarra an einen anderen Ort gebracht, da sie in dem verlassenen Kloster nicht sicher waren. Sie kamen endgültig erst 1915 nach Leyre zurück und ruhen seitdem in einem gemeinsamen Sarkophag an der Nordwand der Kirche. 1945 wurde die Anlage von der Regierung den Benediktinern aus dem französischen Solesmes übergeben. Die Benediktiner kümmerten sich um die Sanierung des inzwischen baufälligen Komplexes und nahmen die Praxis des gregorianischen Chorgesangs wieder auf.

## Gebäude

### Krypta

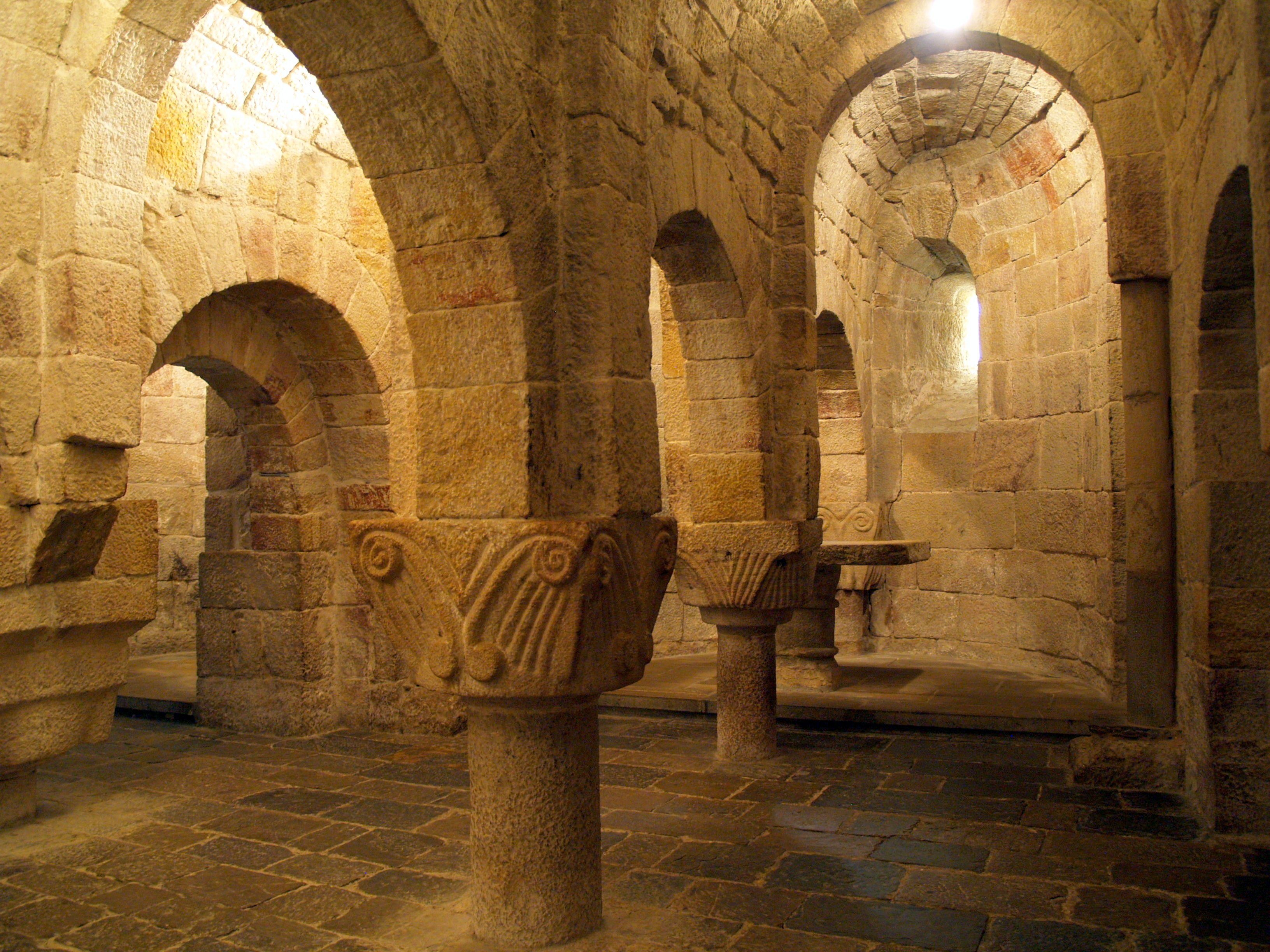
Krypta des Klosterkirche

Die Krypta der Klosterkirche Santa María de Leyre, auf deren Gewölbe der Chor der Kirche ruht und die zugleich Grablege der Könige von Navarra war, stammt vielleicht schon aus dem 9. Jahrhundert. Andere Datierungen liegen später, so etwa „vor 1057“. Die mächtigen Pfeiler der Krypta ruhen auf im Querschnitt relativ dünnen Säulentrommeln, eine Konstruktion, die statisch und funktional nicht sinnvoll geklärt ist.

### Kirche
Der Chor der Kirche, im romanischen Stil erbaut, wird ebenfalls „vor 1057“ datiert. Archäologische Befunde deuten auf ein ursprünglich dreischiffiges Langhaus hin. Als Navarra 1076 an Aragón fiel, verlor es seine Funktion als Zentrum der regierenden Dynastie – die Könige von Aragón hatten ein funktional ähnliches „Hauskloster“ mit San Juan de la Peña – und die Bauarbeiten in Leyre kamen weitgehend zum Erliegen.

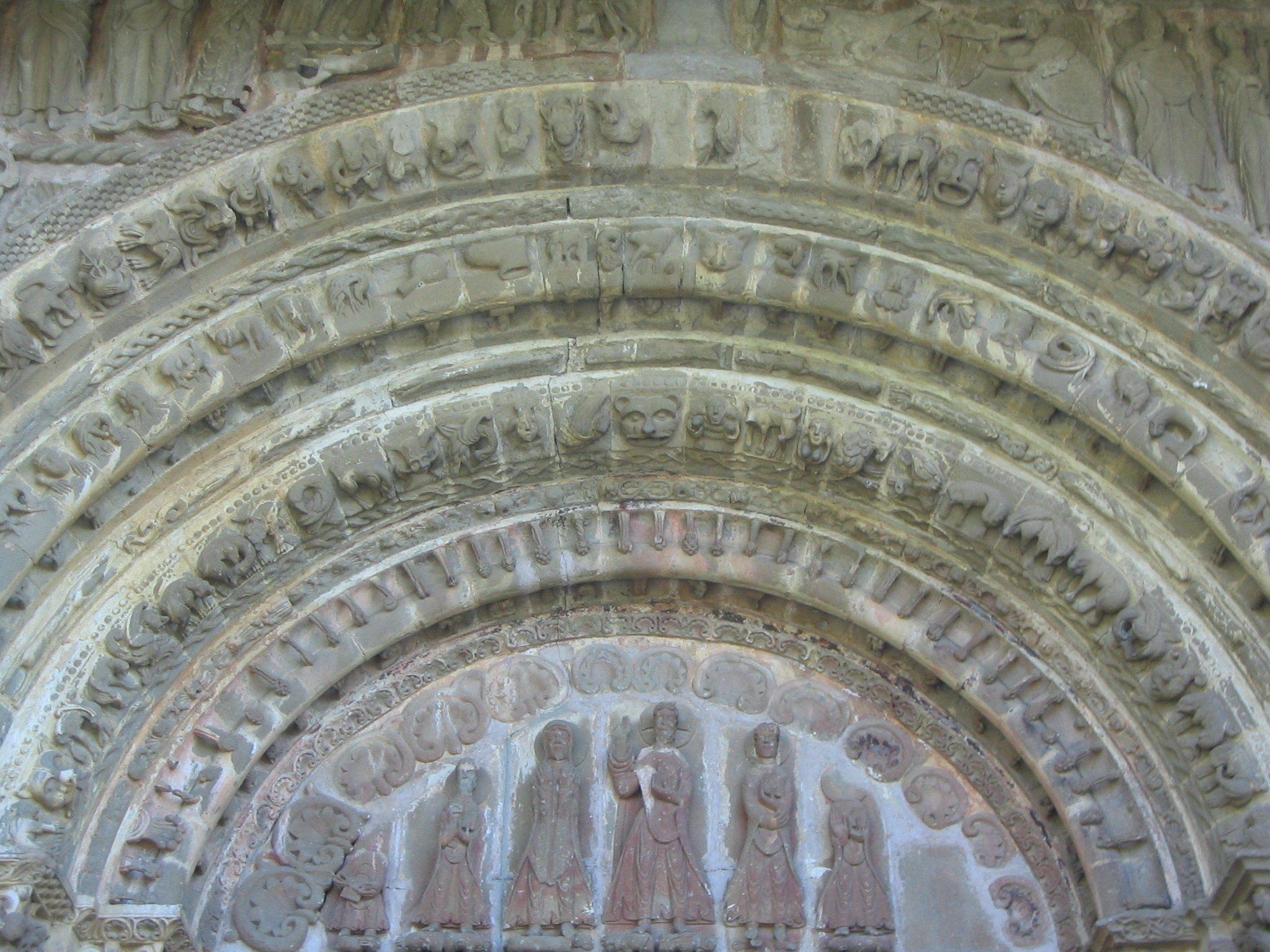
Tympanon des Kirchenportals

Das Westportal aus der ersten Hälfte des 12. Jahrhunderts wurde noch ergänzt, eigentlich eine Vorlage für eine viel größere Kirche, die dann aber nicht mehr gebaut wurde. Neben Santa María la Real in Sangüesa ist es das Aufwändigste, was in der Romanik an Bauplastik in Nordost-Spanien geschaffen wurde, allerdings von vergleichsweise „provinzieller Qualität“. In seiner heutigen Gestalt zeigt es sich als Kollage aus unterschiedlichen Teilen, die erst später zusammengefügt wurden. Besonders deutlich wird das am Tympanon, dessen Figuren – teils verstümmelt – einfach nach Größe geordnet nebeneinander gestellt wurden. Der Westteil der Kirche wurde – dann schon unter den Zisterziensern – bis zum 14. Jahrhundert in frühgotischen Formen umgebaut, dabei die Einteilung in Schiffe beseitigt und die Halle einschiffig eingewölbt.

### Andere Gebäude
Der Kreuzgang ist nicht mehr vorhanden. Die Abteigebäude stammen aus dem 17. und 18. Jahrhundert.

## Denkmalschutz
Die Anlage ist seit 1867 ein Kulturdenkmal (Bien de Interés Cultural) nach spanischem Denkmalrecht und unter der Nummer (R.I.) - 51-0000007-00000 im nationalen Verzeichnis der Baudenkmäler eingeschrieben.

## Legenden
Als bekannteste Persönlichkeit des Klosters Leyre gilt Abt San Virila. Er soll während der Recreatio über die Frage nachgedacht haben, ob der Gesang der Engel in alle Ewigkeit ohne Langeweile zu ertragen sei. Sinnend lauschte er dabei dem Gesang einer Nachtigall. Als er anschließend ins Kloster zurückkehrte, waren 300 Jahre vergangen und seine blasphemische Frage damit beantwortet, eine Abwandlung der Siebenschläfer-Legende.

## Wissenswert
- Im Klosterbereich gibt es ein Hotel und ein Restaurant, jedoch keine Pilgerherberge.[26]
- Als der damalige spanische Thronfolger, Philipp (VI.), das Kloster 1993 besuchte, führte er erstmals den Titel eines „Fürsten von Viana“ (Principe de Viana), der immer nur dem Thronerben von Navarra zusteht.[27]